# منیش (یمن)
 منیش  روستایی است در عزلهٔ (قری باقم صعدة)، در ناحیهٔ (بنی معافی)، از توابع استان صَعده در کشور یمن در شبه جزیره عربستان.

## جمعیت
جمعیت آن (۳۳۷) نفر (۱۱ خانوار) می‌باشد.